# Martial Bourassa
Pour les articles homonymes, voir Bourassa.
Joseph Martial Germain Bourassa, né à Saint-Barnabé, le 14 mai 1931 et mort le 28 juillet 2020 est un médecin canadien. 
Il est l'un des pionniers de la cardiologie au Québec. Son nom est attaché à l'invention d'un cathéter, le cathéter Bourassa

## Honneurs
- 1973 : Prix Jean Lenègre, Fondation Claude-Adolphe Nativelle, Paris, France=1981 - Prix d'excellence, Association des Médecins de Langue Française du Canada.
- 1986 : Grand Prix de la Francophonie, Académie Française, Paris, France.
- 1992 : Research Achievement Award, Canadian Cardiovascular Society.
- 1992 : Médaille commémorative du 125e anniversaire de la Confédération du Canada.
- 1993 : Officier de l'Ordre du Canada[2]
- 1999 : Chevalier de l'Ordre national du Québec[3]
- 2000 : Prix Michel-Sarrazin